# Distretto di Yanam
Il distretto di Yanam è un distretto del territorio di Pondicherry, in India, di 31 362 abitanti. Il suo capoluogo è Yanam.